# Albtrauf zwischen Mössingen und Gönningen
Das FFH-Gebiet Albtrauf zwischen Mössingen und Gönningen liegt in der Mitte von Baden-Württemberg und ist Bestandteil des europäischen Schutzgebietsnetzes Natura 2000. Es wurde 2005 durch das Regierungspräsidium Tübingen angemeldet. Mit Verordnung des Regierungspräsidiums Tübingen zur Festlegung der Gebiete von gemeinschaftlicher Bedeutung vom 5. November 2018 (in Kraft getreten am 11. Januar 2019), wurde das Schutzgebiet ausgewiesen.

## Lage
Das rund 3567 Hektar (ha) große Schutzgebiet Albtrauf zwischen Mössingen und Gönningen liegt in den Naturräumen Mittleres Albvorland und Mittlere Kuppenalb. Die beiden Teilgebiete befinden sich in den Gemeinden Reutlingen, Sonnenbühl und Pfullingen im Landkreis Reutlingen, in Mössingen im Landkreis Tübingen und in Burladingen im Zollernalbkreis.

## Beschreibung
Der Landschaftscharakter des Schutzgebiets wird im Wesentlichen durch die steilen und bewaldeten Hänge des Albtraufs mit Felswänden und Schutthalden bestimmt. An den Unterhängen befinden sich ausgedehnte Streuobst-Bestände.

## Schutzzweck

### Lebensraumtypen
Folgende Lebensraumtypen nach Anhang I der FFH-Richtlinie kommen im Gebiet vor:
| EU Code | * | Lebensraumtyp (offizielle Bezeichnung)                                                                                             | Kurzbezeichnung                                              |
| ------- | - | --- | ------------------------------------------------------------ |
| 3140    |   | Oligo- bis mesotrophe kalkhaltige Gewässer mit benthischer Vegetation aus Armleuchteralgen                                         | Kalkreiche, nährstoffarme Stillgewässer mit Armleuchteralgen |
| 3150    |   | Natürliche eutrophe Seen mit einer Vegetation des Magnopotamions oder Hydrocharitions                                              | Natürliche nährstoffreiche Seen                              |
| 3260    |   | Flüsse der planaren bis montanen Stufe mit Vegetation des Ranunculion fluitantis und des Callitricho-Batrachion                    | Fließgewässer mit flutender Wasservegetation                 |
| 5130    |   | Formationen von Juniperus communis auf Kalkheiden und -rasen                                                                       | Wacholderheiden                                              |
| 6210    | * | Naturnahe Kalk-Trockenrasen und deren Verbuschungsstadien (Festuco-Brometalia) (*besondere Bestände mit bemerkenswerten Orchideen) | Kalk-Magerrasen – orchideenreiche Bestände*                  |
| 6430    |   | Feuchte Hochstaudenfluren der planaren und montanen bis alpinen Stufe                                                              | Feuchte Hochstaudenfluren                                    |
| 6510    |   | Magere Flachland-Mähwiesen (Alopecurus pratensis, Sanguisorba officinalis)                                                         | Magere Flachland-Mähwiesen                                   |
| 7220    | * | Kalktuffquellen (Cratoneurion) | Kalktuffquellen                                              |
| 7230    |   | Kalkreiche Niedermoore | Kalkreiche Niedermoore                                       |
| 8160    | * | Kalkhaltige Schutthalden der collinen bis montanen Stufe Mitteleuropas                                                             | Kalkschutthalden                                             |
| 8210    |   | Kalkfelsen mit Felsspaltenvegetation                                                                                               | Kalkfelsen mit Felsspaltenvegetation                         |
| 8220    |   | Silikatfelsen mit Felsspaltenvegetation                                                                                            | Silikatfelsen mit Felsspaltenvegetation                      |
| 8310    |   | Nicht touristisch erschlossene Höhlen                                                                                              | Höhlen und Balmen                                            |
| 9130    |   | Waldmeister-Buchenwald (Asperulo-Fagetum)                                                                                          | Waldmeister-Buchenwald                                       |
| 9150    |   | Mitteleuropäischer Orchideen-Kalk-Buchenwald (Cephalanthero-Fagion)                                                                | Orchideen-Buchenwälder                                       |
| 9170    |   | Labkraut-Eichen-Hainbuchenwald Galio-Carpinetum                                                                                    | Labkraut-Eichen-Hainbuchenwald                               |
| 9180    | * | Schlucht- und Hangmischwälder (Tilio-Acerion)                                                                                      | Schlucht- und Hangmischwälder                                |
| 91E0    | * | Auen-Wälder mit Alnus glutinosa und Fraxinus excelsior (Alno-Padion, Alnion incanae, Salicion albae)                               | Auenwälder mit Erle, Esche, Weide                            |

### Arteninventar
Folgende Arten von gemeinschaftlichem Interesse kommen im Gebiet vor:
| Bild                | EU Code | * | Art                 | wissenschaftlicher Name     | Artengruppe           |
| ------------------- | ------- | - | ------------------- | --------------------------- | --------------------- |
| Spanische Flagge    | 1078    | * | Spanische Flagge    | Callimorpha quadripunctaria | Schmetterlinge        |
| Alpenbock           | 1087    |   | Alpenbock           | Rosalia alpina              | Käfer                 |
| Hirschkäfer         | 1083    | * | Hirschkäfer         | Lucanus cervus              | Käfer                 |
| Groppe              | 1163    |   | Groppe              | Cottus gobio                | Fische und Rundmäuler |
| Kammmolch           | 1166    |   | Kammmolch           | Triturus cristatus          | Amphibien             |
| Gelbbauchunke       | 1193    |   | Gelbbauchunke       | Bombina variegata           | Amphibien             |
| Mopsfledermaus      | 1324    |   | Mopsfledermaus      | Barbastella barbastellus    | Säugetiere            |
| Bechsteinfledermaus | 1323    |   | Bechsteinfledermaus | Myotis bechsteinii          | Säugetiere            |
| Gelber Frauenschuh  | 1902    |   | Gelber Frauenschuh  | Cypripedium calceolus       | Pflanzen              |

### Zusammenhängende Schutzgebiete
Folgende Naturschutzgebiete sind Bestandteil des FFH-Gebiets:
- Filsenberg
- Taubenäcker
- Bergrutsch am Hirschkopf
- Einwinkel
- Hochwiesen-Pfullinger Berg
- Ruchberg
- Unter Lauhern
- Öschenbachtal

Das Gebiet liegt größtenteils im Vogelschutzgebiet Südwestalb und Oberes Donautal.